# Bolsjoje Kuziomkino

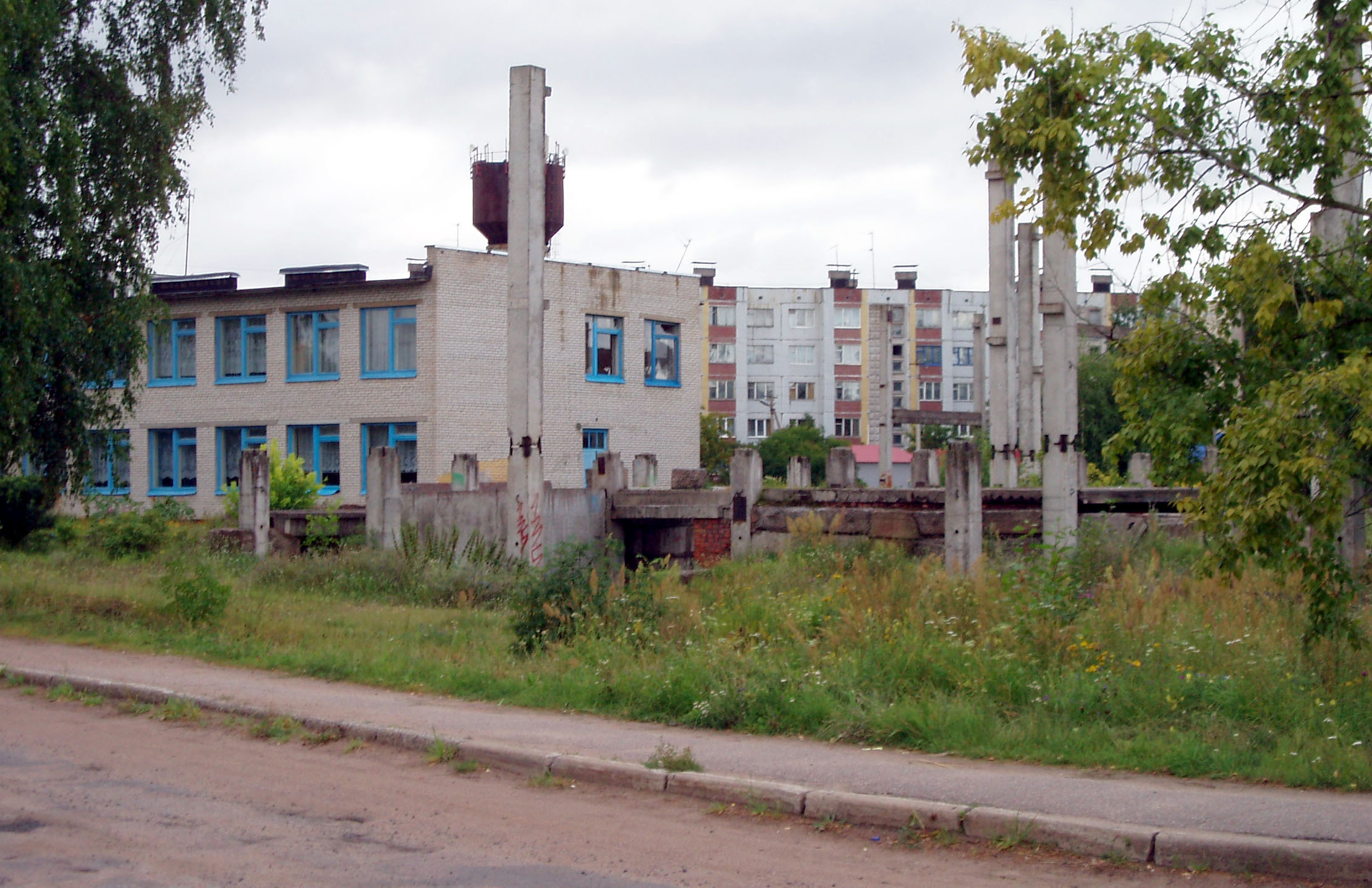
Bolsjoje Kuziomkino, 2008.

Bolsjoje Kuziomkino ("Stora gåsbyn", ryska: Большое Кузёмкино, finska: Suuri Narvusi eller Suuri Kosemkina) är en by i Kingisepp rajon, som ligger i Leningrad oblast i Ryssland. Byn är belägen där Kullaån mynnar ut i floden Luga, i Kuziomkino volost. Ofta kallar man byn för bara Kuziomkino (ryska: Кузёмкино, finska: Narvusi eller Kosemkina, ingriska: Narvusi). Byn ligger i Ingermanland. Den ligger ca 35 km fågelvägen nordost om Kingisepp och ca 24 km rakt norr om Narva i Estland. Bolsjoje Kuziomkino är centralort och klart största samhälle i landsbygdsenheten Kuziomkinskoje, som även omfattar ett antal andra byar och hade totalt 1 327 invånare vid folkräkningen 2010.
Bolsjoje Koziomkino beboddes innan den ryska invandringen huvudsakligen av ingrer. Under början av 1900-talet var cirka 10% finskingermanländare. Dessutom fanns några voter i byn. I byn ligger Helige Andreas evangelisk-lutherska kyrka som är kyrka för Kosemkina Helige Andreas församling. De ortodoxa ingrerna och voterna besökte den ortodoxa kyrkan i Krakolje men hade från början av 1900-talet även ett bönehus i Bolsjoje Koziomkino. I Bolsjoje Koziomkino fanns såväl en luthersk som en ortodox kyrkogård.